# 泉生眼子菜
泉生眼子菜（学名：Potamogeton fontigenus）为眼子菜科眼子菜属下的一个种。

## 扩展阅读
- 維基物種上的相關：泉生眼子菜